# Sameting (Norwegen)
Das Sameting in Norwegen (norwegisch Sametinget; nordsamisch Sámediggi; lulesamisch Sámedigge; südsamisch Saemiedigkie, pitesamisch: Sámedigge, umesamisch: Sámiediggie, skoltesamisch: Sää´mtee´ǧǧ) ist das Parlament der Samen in Norwegen. Der Sitz des Parlaments ist in der nordnorwegischen Kommune Karasjok in der Provinz Finnmark. Auch in Schweden und Finnland gibt es jeweils ein Sameting.

## Geschichte

### Unterdrückung der Samen
Seit Beginn des 19. Jahrhunderts fand eine Unterdrückung der samischen Bevölkerung statt, der eine Norwegisierungspolitik zu Grunde lag. Nach Ende des Zweiten Weltkriegs nahm diese zwar ein Ende, aber samische Anliegen fanden weiter wenig Gehör in der staatlichen Politik. Zudem konnten die Samen als Minderheit sich nicht in den mehrheitsbasierten Parlamenten durchsetzen. Im Jahr 1964 wurde der Norwegische Samenrat (norwegisch: Norsk Sameråd) gegründet, der beratende Funktionen gegenüber den norwegischen Behörden bei samischen Angelegenheiten hatte. In den 1970er-Jahren kam es zum sogenannten Alta-Konflikt, nachdem beschlossen worden war, ein Wasserkraftwerk in Alta zu bauen. Dabei kam es unter anderem zu Hungerstreiks in den Jahren 1979 und 1981 vor dem norwegischen Parlament Storting.

### Samelov
Durch diese Proteste und auch durch den dadurch entstehenden internationalen Druck wurden die norwegischen Behörden stärker auf die Rechte der Samen aufmerksam. Die Samen wurden in der Folge nicht nur als Minderheit, sondern auch als indigene Bevölkerung in Norwegen anerkannt. Am 10. Oktober 1980 wurden die Samerettsutvalg (Ausschuss für samische Rechte) und die Samekulturutvalg (Ausschuss für samische Kultur) geschaffen. Der Rechtsausschuss präsentierte im Jahr 1984 seine ersten Ergebnisse, die die Grundlage für das im Jahr 1987 verabschiedete Gesetz Lov om Sameting og andre samiske rettsforhold (Gesetz über das Sameting und andere samische Rechtsverhältnisse), kurz Samelov, bildeten.
Im September 1989 wurden die ersten Wahlen für das Sameting durchgeführt. Am 9. Oktober 1989 wurde das Parlament in Karasjok von König Olav V. eröffnet. Das Parlament löste den Norwegischen Samenrat ab.

### Parlamentsgebäude
Das heutige Parlamentsgebäude wurde am 2. November 2000 von König Harald V. eröffnet. Neben dem Plenarsaal ist dort auch die Verwaltung des Parlaments untergebracht. Die Bauarbeiten begannen im August 1998. Im November 2015 wurde ein Anbau mit neuen Büros fertiggestellt. Es gibt Nebenstellen des Parlaments in anderen norwegischen Orten, etwa in Kautokeino, Nesseby, Drag, Snåsa, Tromsø, Skånland und Kåfjord.

## Organisation

### Wahlen

Wahlkreise zur Sametingswahl

Wahlen für das Sameting finden alle vier Jahre, parallel zu den Wahlen für das Storting, statt. Dabei werden 39 Abgeordnete gewählt. Norwegen wird für diese Wahlen in sieben samische Wahlkreise eingeteilt: Nuortaguovlu, Ávjovárri, Davveguovlu, Gáissaguovlu, Viesttarmearra, Åarjiel-Saepmie (südsamischer Wahlkreis) und Lulli-Norga (südnorwegischer Wahlkreis). Bis 2009 gab es 13 Wahlkreise. Die heutigen Wahlkreise sind unabhängig von der norwegischen Verwaltungseinteilung und orientieren sich an den traditionellen samischen Grenzen. Jedem Wahlkreis werden zwei Mandate zugesprochen, die weiteren 25 Mandate werden anhand der Anzahl der Wahlberechtigten eines Wahlkreises verteilt.

#### Wahlberechtigte
Wahlberechtigt sind alle Personen, die sich dafür im Sametingets valgmanntall registriert haben und auch bei den norwegischen Kommunalwahlen stimmberechtigt sind. Das Register soll als Liste für Personen dienen, die bei den Sametingswahlen abstimmen und als Kandidaten antreten dürfen. Nur Angestellte der Verwaltung des Sametings können nicht in das Sameting gewählt werden. Um sich in das Register einschreiben zu können, muss man eine Erklärung abgeben, dass man sich selbst als samisch ansieht. Außerdem muss man versichern, dass man entweder selbst samisch spricht oder dass man Kind, Enkel oder Urenkel einer samisch sprechenden Person ist. Auch die Tatsache, dass man das Kind einer Person ist, die bereits im Register stand, reicht, um aufgenommen zu werden.
Im Jahr 1989 waren 5500 Menschen im Register aufgeführt. Bei der Wahl 2017 waren 16.958 Personen wahlberechtigt, 2019 standen bereits 18.103 Menschen im Register. Bei der Wahl 2017 stimmten 70,3 % der wahlberechtigten Personen ab.

#### Parteien
Bei den Wahlen treten viele gesamtnorwegische sowie auch samische Parteien an. Um als Partei oder Gruppe antreten zu dürfen, sind 200 Unterschriften von Personen, die bei den Sametingswahlen abstimmen dürfen, nötig. Am erfolgreichsten waren über die Zeit hinweg die Arbeiderpartiet (Ap) und der Norske Samers Riksforbund (NSR).

### Plenarsitzungen

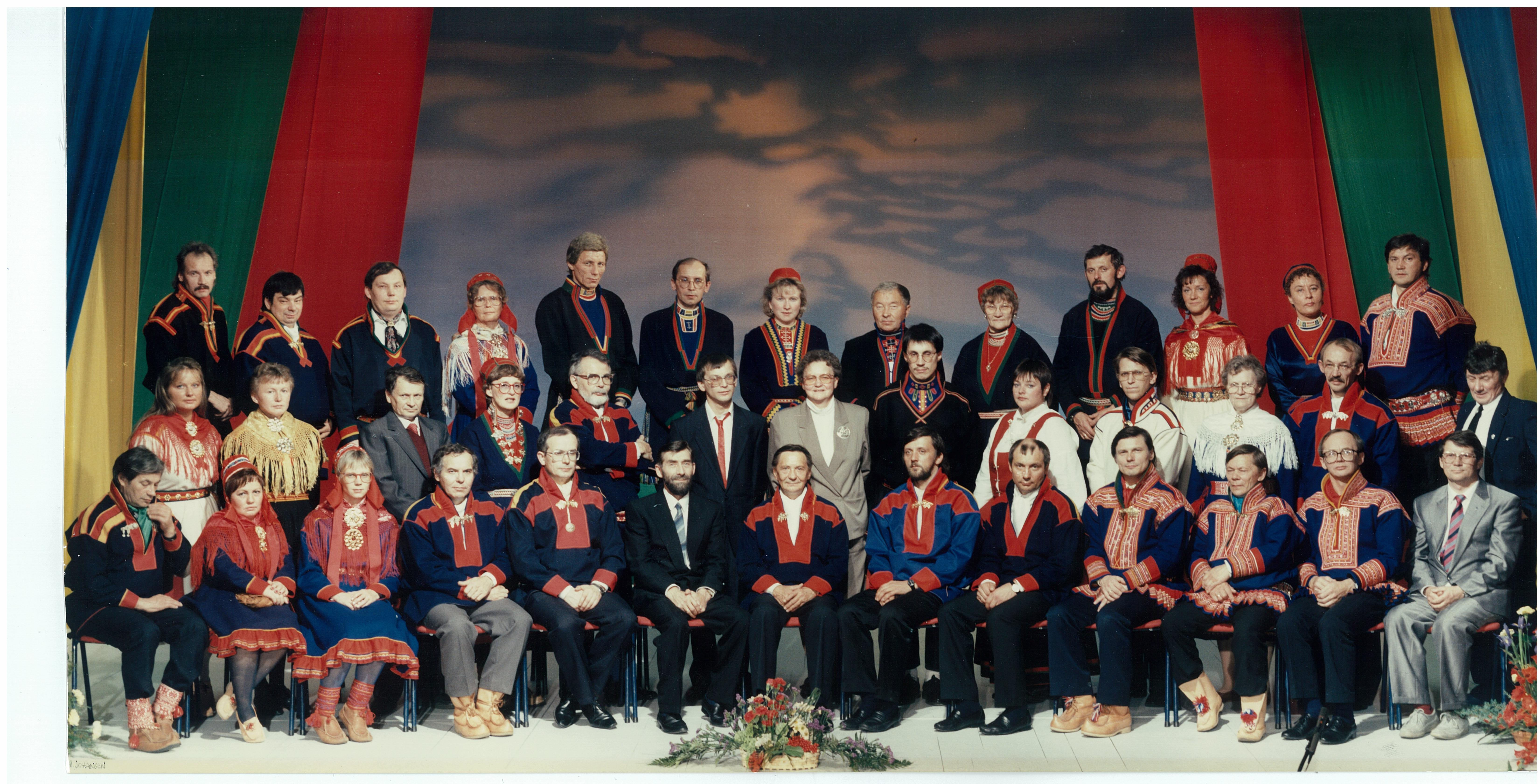
Sametingsabgeordnete, 1989

Jedes Jahr werden meist vier Plenarsitzungen abgehalten. Diese sind auch für die Öffentlichkeit zugänglich. Die Sitzungen werden vom Plenarpräsidenten geleitet, der meistens aus den Reihen der Oppositionsparteien stammt. Formal gesehen ist der Plenarpräsident das höchste Mitglied im Parlament. Neben der Leitung der Sitzungen unterliegt dem Plenarpräsidium auch die Ernennung von Repräsentanten des Sametings zu Konferenzen, bei denen das Parlament vertreten werden soll. Von den Abgeordneten wird zudem der Sametingspräsident gewählt. Dieser wiederum ernennt vier weitere Abgeordnete als Mitglieder des Parlamentsvorstands, genannt Sametingsråd. Dieser Vorstand fungiert als Regierung des Sametings und ist für dessen alltägliche Arbeit zuständig. Er legt dem Parlament etwa Vorschläge zu Haushaltsplänen vor. Auch bei anderen Themen kann der Sametingsråd entscheiden, das Parlament abstimmen zu lassen. Die Mitglieder des Sametingsråd müssen ihr Mandat im Parlament ruhen lassen und werden dort von ihren Vararepresentanten vertreten.
Vor der Plenarsitzung werden die Sitzungen der einzelnen Ausschüsse abgehalten. Jeder Abgeordnete ist Mitglied eines solchen Parlamentsausschusses. Derzeit gibt es Ausschüsse für die Bereiche Planung und Finanzen, für Erziehung, Pflege und Bildung sowie für Wirtschaft und Kultur. Zudem gibt es einen Kontroll- und einen Wahlausschuss.
Als Arbeitssprache kann im Sameting von den einzelnen Abgeordneten frei zwischen einer samischen Sprache sowie dem Norwegischen gewählt werden.

### Sametingspräsidenten

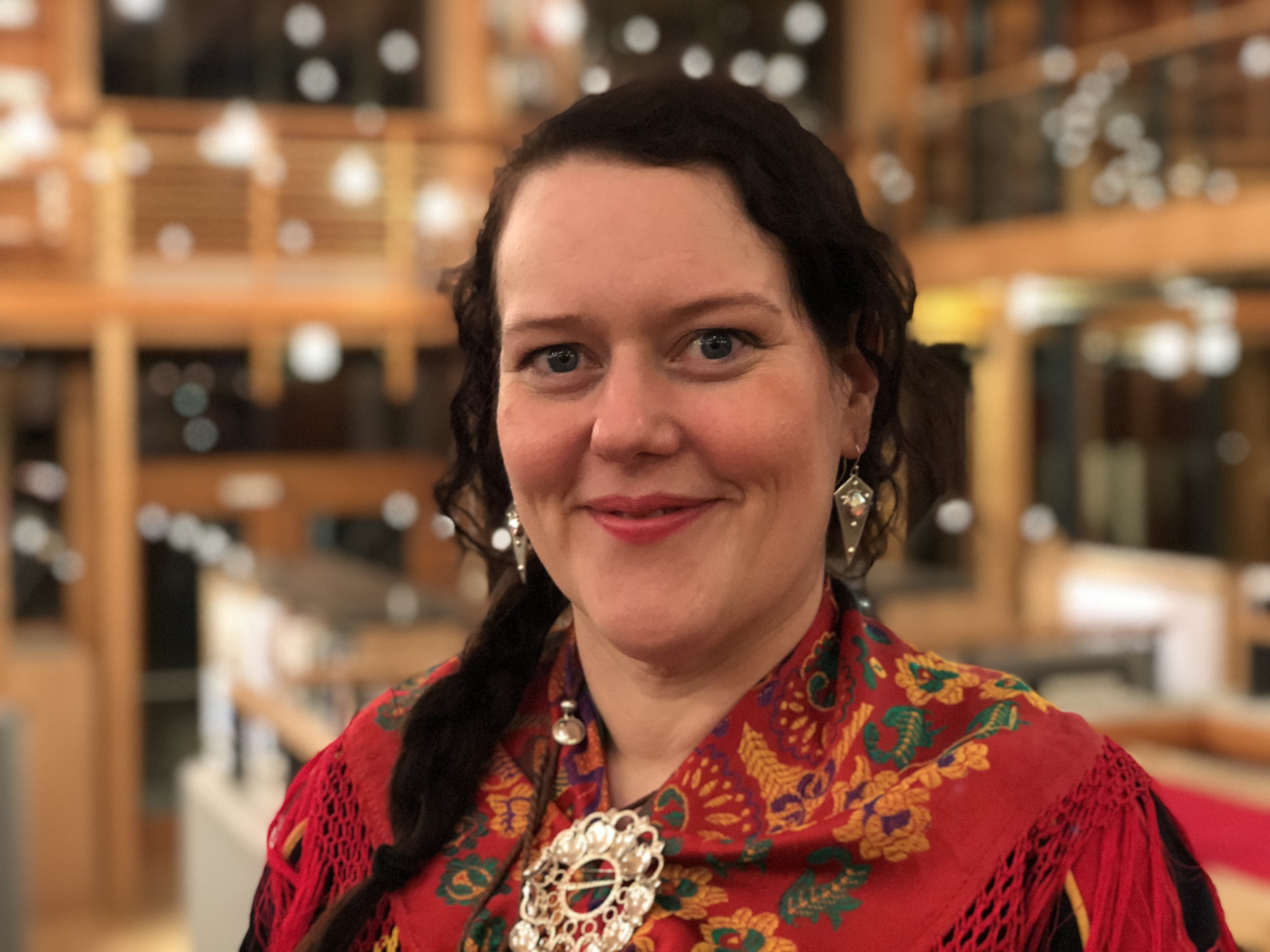
Sametingspräsidentin Silje Karine Muotka

- 1989–1997: Ole Henrik Magga (Norske Samers Riksforbund)
- 1997–2005: Sven Roald-Nystø (Norske Samers Riksforbund)
- 2005–2007: Aili Keskitalo (Norske Samers Riksforbund)
- 2007–2013: Egil Olli (Arbeiderpartiet)
- 2013–2016: Aili Keskitalo (Norske Samers Riksforbund)
- 2016–2017: Vibeke Larsen (Arbeiderpartiet, parteilos)
- 2017–2021: Aili Keskitalo (Norske Samers Riksforbund)
- seit 2021: Silje Karine Muotka (Norske Samers Riksforbund)

## Zuständigkeit
Das Sameting hat kein Vetorecht gegenüber Beschlüssen des norwegischen Parlaments Storting. Dies gilt auch bei Themen, die samische Interessen betreffen, wie etwa die samische Kultur oder die traditionellen samischen Gebiete im nördlicheren Norwegen. Stattdessen wird dem Sameting das Recht eingeräumt, in solchen Fällen angehört zu werden. Bei Gesetzen, die die gesamte norwegische Bevölkerung betreffen, muss das Sameting hingegen nicht miteinbezogen werden. Grundlage dafür ist das im Juni 2005 beschlossene Gesetz Konsultasjonsavtalen (deutsch: Konsultationsvereinbarung). Im Juni 2021 wurde vom Storting eine Gesetzesänderung verabschiedet, mit der auch die Fylkeskommunen und Kommunen verpflichtet werden, samische Vertreter in Vorgänge miteinzubeziehen, die samische Interessen berühren.
Das Sameting ist für die Regelung des Gebrauchs der samischen Flagge in ganz Norwegen verantwortlich. Weitere Zuständigkeiten umfassen Arbeitsbereiche, die der Staat dem Sameting übergibt. Die genauen Zuständigkeitsbereiche wechseln häufiger. Einmal im Jahr muss das Parlament eine Jahresmeldung an den norwegischen König abgeben.

## Mitglieder
Nach der Sametingswahl 2021 verteilten sich die Mandate wie folgt:
| Partei | Partei                    | Mandate       | Mandate | Mandate |
| Partei | Partei                    | nach der Wahl | aktuell | +/−     |
| ------ | ------------------------- | ------------- | ------- | ------- |
|        | Norske Samers Riksforbund | 17            | 17      | ▬       |
|        | Nordkalottfolket          | 09            | 09      | ▬       |
|        | Arbeiderpartiet           | 07            | 06      | ▼1      |
|        | Senterpartiet             | 03            | 03      | ▬       |
|        | Fremskrittspartiet        | 01            | 01      | ▬       |
|        | Samefolkets Parti         | 01            | 01      | ▬       |
|        | Flyttsamelista            | 01            | 01      | ▬       |
|        | Unabhängiger              | 0—            | 01 a)   | ▲1      |

Anmerkungen

### Sametingsråd

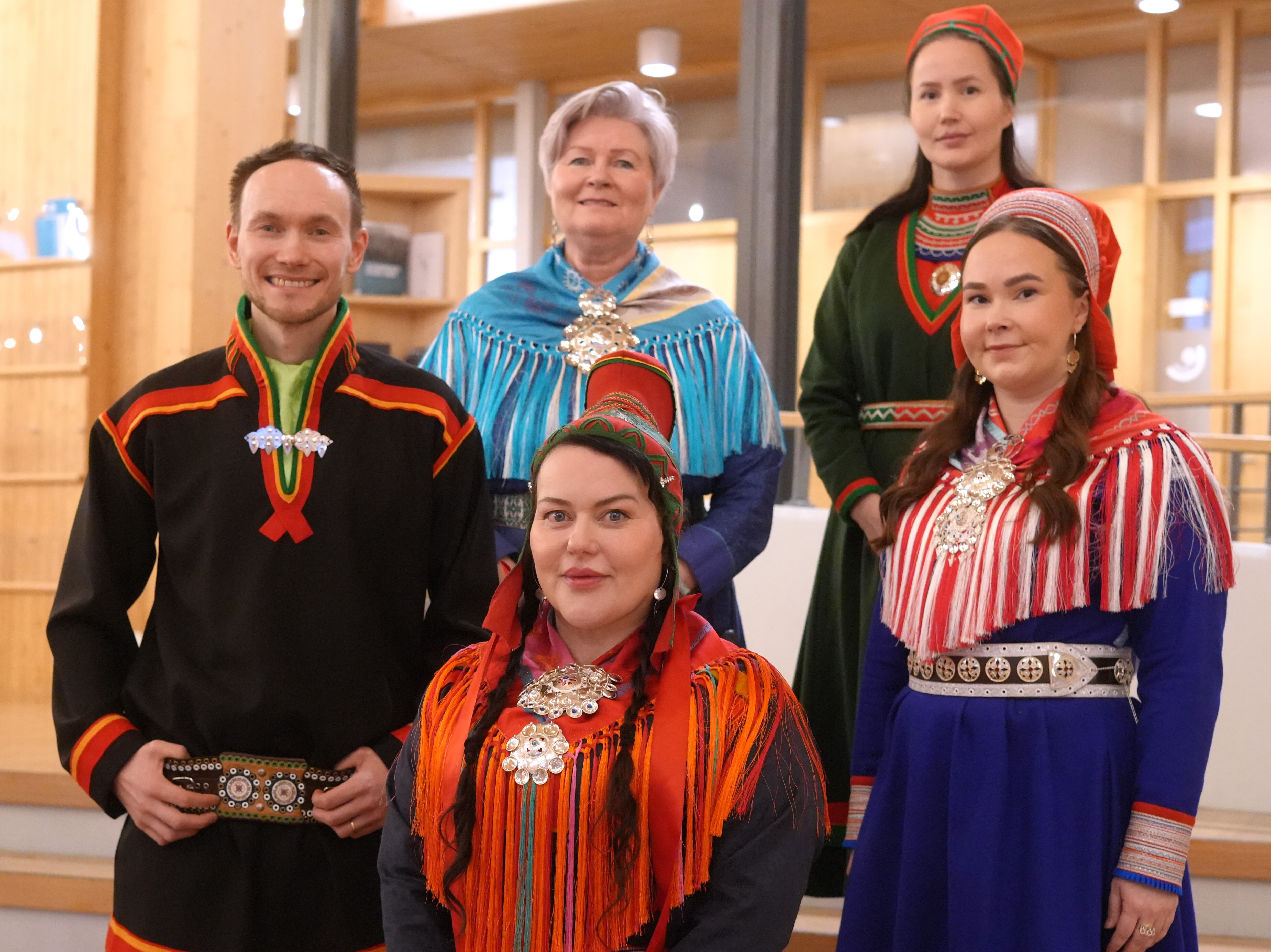
Sametingsråd, 2024

Der Sametingsråd, das Regierungsgremium des Sametings, setzt sich wie folgt zusammen:
- Silje Karine Muotka (NSR), Präsidentin
- Runar Myrnes Balto (NSR)
- Maja Kristine Jåma (NSR, seit April 2025 durch Ole-Henrik Bjørkmo Lifjell vertreten[22])
- Elisabeth Erke (Senterpartiet, seit August 2024)
- Maren Benedicte Nystad Storslett (NSR, seit November 2024)

Im Juni 2023 schied Hans Ole Eira von der Senterpartiet aus gesundheitlichen Gründen aus dem Sametingsråd aus. Er wurde vorübergehend durch Berit Marie Eira von der Flyttsamelista ersetzt. Mit Elisabeth Erke kam im August 2024 an ihrer Stelle wieder eine Senterpartiet-Abgeordnete in den Sametingsrådet hinzu. Auf Mikkel Eskil Mikkelsen folgte im November 2024 seine Parteikollegin Maren Benedicte Nystad Storslett.